# Vin vào trung dung
Vin vào trung dung (tiếng Latinh: Argumentum ad temperantiam, tiếng Anh: Argument to moderation) là ngụy biện cho rằng nếu có hai mặt đối lập thì chân lý sẽ luôn nằm ở giữa. Không phải lúc nào lập luận đưa ra giải pháp trung gian hay đưa ra thỏa hiệp cũng đều là ngụy biện, mà chủ yếu trong những trường hợp lập luận kiểu vậy mà sai, bất khả thi, không thể xảy ra, hoặc lập luận sai lầm khẳng định lập trường nào đó là đúng chỉ vì nó nằm ở giữa thì mới là ngụy biện.
Ví dụ về lập luận vin vào trung dung: xét hai phát biểu về màu sắc của bầu trời trên Trái Đất vào ban ngày – bên thì cho rằng bầu trời có màu lam (đúng), và bên còn lại cho rằng bầu trời có màu vàng (sai) – dựa vào đó kết luận rằng bầu trời có màu trung gian là màu xanh lục.